# Carlo Molfetta
Carlo Molfetta (n. 15 februarie 1984, Mesagne, Apulia, Italia) este un taekwondist ce a reprezentat Italia, medaliat olimpic. A participat la 2 ediții ale Jocurilor Olimpice (2004, 2012) în care a câștigat o medalie de aur.